# Lanci del Delta II
Il Delta II, facente parte della famiglia di razzi Delta, entrò in servizio nel 1989. Le varianti principali erano il Delta 6000, e il Delta 7000 (in versione Lite e Heavy, quest'ultima indicata dal suffisso "H"). La versione 6000 effettuò un totale di 17 lanci, dal 1989 al 1992, mentre la versione 7000 effettuò 138 lanci. 
Il razzo volò per l'ultima volta il 15 settembre 2018, lanciando il satellite ICESat-2 e segnando la centesima missione consecutiva con successo.  I due voli che non hanno avuto completo successo furono il lancio del satellite per telecomunicazioni Koreasat 1 e il lancio del satellite GPS IIR-1. Nel primo caso un razzo ausiliario non si separò, diminuendo la velocità orbitale, mentre nel secondo caso il malfunzionamento di un razzo ausiliario causò l'esplosione del lanciatore dopo 13 secondi dal lancio. 

## 1989
| Data                   | Tipo          | N. serie | Sito di lancio | Carico utile                | Tipo di carico utile                       | Orbita | Esito del lancio | Note                           |
| ---------------------- | ------------- | -------- | -------------- | --------------------------- | ------------------------------------------ | ------ | ---------------- | ------------------------------ |
| 14 febbraio 1989 18:30 | Delta II 6925 | D-184    | CCAFS LC-17A   | Satellite GPS II-1 (USA-35) | Sistema satellitare globale di navigazione | MEO    | Riuscito         | Lancio inaugurale del Delta II |
| 10 giugno 1989 22:30   | Delta II 6925 | D-185    | CCAFS LC-17A   | Satellite GPS II-2 (USA-38) | Sistema satellitare globale di navigazione | MEO    | Riuscito         |                                |
| 18 agosto 1989 05:58   | Delta II 6925 | D-186    | CCAFS LC-17A   | Satellite GPS II-3 (USA-42) | Sistema satellitare globale di navigazione | MEO    | Riuscito         |                                |
| 21 ottobre 1989 09:31  | Delta II 6925 | D-188    | CCAFS LC-17A   | Satellite GPS II-4 (USA-47) | Sistema satellitare globale di navigazione | MEO    | Riuscito         |                                |
| 11 dicembre 1989 18:10 | Delta II 6925 | D-190    | CCAFS LC-17B   | Satellite GPS II-5 (USA-49) | Sistema satellitare globale di navigazione | MEO    | Riuscito         |                                |

## 1990-1999
| Data                      | Tipo              | N. serie | Sito di lancio | Carico utile                                                                                           | Tipo di carico utile                                                             | Orbita               | Esito del lancio    | Note |
| ------------------------- | ----------------- | -------- | -------------- | --- | -------------------------------------------------------------------------------- | -------------------- | ------------------- | --- |
| 24 gennaio 1990 22:55     | Delta II 6925     | D-191    | CCAFS LC-17A   | Satellite GPS II-6 (USA-50)                                                                            | Sistema satellitare globale di navigazione                                       | MEO                  | Riuscito            | |
| 14 febbraio 1990 16:15    | Delta II 6920-8   | D-192    | CCAFS LC-17B   | Low-power Atmospheric Compensation Experiment (LACE) (USA-51) / Relay Mirror Experiment (RME) (USA-52) | Satelliti militari                                                               | LEO                  | Riuscito            | |
| 26 marzo 1990 02:45       | Delta II 6925     | D-193    | CCAFS LC-17A   | Satellite GPS II-7 (USA-54)                                                                            | Sistema satellitare globale di navigazione                                       | MEO                  | Riuscito            | |
| 13 aprile 1990 22:28      | Delta II 6925-8   | D-194    | CCAFS LC-17B   | Palapa B2R                                                                                             | Satellite per telecomunicazioni                                                  | GTO                  | Riuscito            | |
| 1 giugno 1990 21:48       | Delta II 6920-10  | D-195    | CCAFS LC-17A   | ROSAT                                                                                                  | Telescopio spaziale a raggi X                                                    | LEO                  | Riuscito            | |
| 2 agosto 1990 05:39       | Delta II 6925     | D-197    | CCAFS LC-17A   | Satellite GPS II-8 (USA-63)                                                                            | Sistema satellitare globale di navigazione                                       | MEO                  | Riuscito            | |
| 18 agosto 1990 00:42      | Delta II 6925     | D-198    | CCAFS LC-17B   | Thor 1                                                                                                 | Televisione satellitare                                                          | GTO                  | Riuscito            | |
| 1 ottobre 1990 21:56      | Delta II 6925     | D-199    | CCAFS LC-17A   | Satellite GPS II-9 (USA-64)                                                                            | Sistema satellitare globale di navigazione                                       | MEO                  | Riuscito            | |
| 30 ottobre 1990 23:16     | Delta II 6925     | D-200    | CCAFS LC-17B   | Inmarsat-2 F1                                                                                          | Satellite per telecomunicazioni                                                  | GTO                  | Riuscito            | |
| 26 novembre 1990 21:39    | Delta II 7925     | D-201    | CCAFS LC-17A   | Satellite GPS IIA-1 (USA-66)                                                                           | Sistema satellitare globale di navigazione                                       | MEO                  | Riuscito            | |
| 8 gennaio 1991 00:53      | Delta II 7925     | D-202    | CCAFS LC-17B   | NATO 4A                                                                                                | Satellite militare per telecomunicazioni                                         | GTO                  | Riuscito            | |
| 8 marzo 1991 23:03        | Delta II 6925     | D-203    | CCAFS LC-17B   | Inmarsat-2 F2                                                                                          | Satellite per telecomunicazioni                                                  | GTO                  | Riuscito            | |
| 13 aprile 1991 00:09      | Delta II 7925     | D-204    | CCAFS LC-17B   | ASC-2 (Spacenet F4)                                                                                    |                                                                                  | GTO                  | Riuscito            | |
| 29 maggio 1991 22:55      | Delta II 7925     | D-205    | CCAFS LC-17B   | Aurora 2                                                                                               | Satellite per telecomunicazioni                                                  | GTO                  | Riuscito            | |
| 4 luglio 1991 02:32       | Delta II 7925     | D-206    | CCAFS LC-17A   | Satellite GPS IIA-2 (USA-71)                                                                           | Sistema satellitare globale di navigazione                                       | MEO                  | Riuscito            | |
| 23 febbraio 1992 22:29    | Delta II 7925-9.5 | D-207    | CCAFS LC-17B   | Satellite GPS IIA-3 (USA-79)                                                                           | Sistema satellitare globale di navigazione                                       | MEO                  | Riuscito            | |
| 10 aprile 1992 03:20      | Delta II 7925-9.5 | D-208    | CCAFS LC-17B   | Satellite GPS IIA-4 (USA-80)                                                                           | Sistema satellitare globale di navigazione                                       | MEO                  | Riuscito            | |
| 14 maggio 1992 00:40      | Delta II 7925     | D-209    | CCAFS LC-17B   | Palapa B4                                                                                              | Satellite per telecomunicazioni                                                  | GTO                  | Riuscito            | |
| 7 giugno 1992 16:40       | Delta II 6920-10  | D-210    | CCAFS LC-17A   | Extreme Ultraviolet Explorer (EUVE)                                                                    | Telescopio spaziale ultravioletto                                                | LEO                  | Riuscito            | |
| 7 luglio 1992 09:20       | Delta II 7925-9.5 | D-211    | CCAFS LC-17B   | Satellite GPS IIA-5 (USA-83)                                                                           | Sistema satellitare globale di navigazione                                       | MEO                  | Riuscito            | |
| 24 luglio 1992 14:26      | Delta II 6925     | D-212    | CCAFS LC-17A   | GEOTAIL                                                                                                | Satellite per lo studio della magnetosfera                                       | HEO                  | Riuscito            | |
| 31 agosto 1992 10:41      | Delta II 7925     | D-213    | CCAFS LC-17B   | Satcom C4                                                                                              | Satellite per telecomunicazioni                                                  | GTO                  | Riuscito            | |
| 9 settembre 1992 08:57    | Delta II 7925-9.5 | D-214    | CCAFS LC-17A   | Satellite GPS II-6 (USA-84)                                                                            | Sistema satellitare globale di navigazione                                       | MEO                  | Riuscito            | |
| 12 ottobre 1992 09:47     | Delta II 7925     | D-215    | CCAFS LC-17B   | DFS Kopernikus-3                                                                                       | Satellite per telecomunicazioni                                                  | GTO                  | Riuscito            | |
| 22 novembre 1992 23:54    | Delta II 7925-9.5 | D-216    | CCAFS LC-17A   | Satellite GPS IIA-7 (USA-85)                                                                           | Sistema satellitare globale di navigazione                                       | MEO                  | Riuscito            | |
| 18 dicembre 1992 22:16    | Delta II 7925-9.5 | D-217    | CCAFS LC-17B   | Satellite GPS IIA-8 (USA-87)                                                                           | Sistema satellitare globale di navigazione                                       | MEO                  | Riuscito            | |
| 3 febbraio 1993 02:55     | Delta II 7925     | D-218    | CCAFS LC-17A   | Satellite GPS IIA-9 (USA-88)                                                                           | Sistema satellitare globale di navigazione                                       | MEO                  | Riuscito            | |
| 30 marzo 1993 03:09       | Delta II 7925     | D-219    | CCAFS LC-17A   | Satellite GPS IIA-10 (USA-90) / SEDS-1                                                                 | Sistema satellitare globale di navigazione / satellite per test di tecnologie    | MEO / LEO            | Riuscito            | |
| 13 maggio 1993 00:07      | Delta II 7925     | D-220    | CCAFS LC-17A   | Satellite GPS IIA-11 (USA-91)                                                                          | Sistema satellitare globale di navigazione                                       | MEO                  | Riuscito            | |
| 26 giugno 1993 13:27      | Delta II 7925     | D-221    | CCAFS LC-17A   | Satellite GPS IIA-12 (USA-92) / Plasma Motor Generator                                                 | Sistema satellitare globale di navigazione / satellite per test di tecnologie    | MEO / LEO            | Riuscito            | |
| 30 agosto 1993 12:38      | Delta II 7925     | D-222    | CCAFS LC-17B   | Satellite GPS IIA-13 (USA-94)                                                                          | Sistema satellitare globale di navigazione                                       | MEO                  | Riuscito            | |
| 26 ottobre 1993 17:04     | Delta II 7925     | D-223    | CCAFS LC-17B   | Satellite GPS IIA-14 (USA-96)                                                                          | Sistema satellitare globale di navigazione                                       | MEO                  | Riuscito            | |
| 8 dicembre 1993 00:48     | Delta II 7925     | D-224    | CCAFS LC-17A   | NATO 4B                                                                                                | Satellite militare per telecomunicazioni                                         | GTO                  | Riuscito            | |
| 19 febbraio 1994 23:45    | Delta II 7925-8   | D-225    | CCAFS LC-17B   | Galaxy 1R                                                                                              | Satellite per telecomunicazioni                                                  | GTO                  | Riuscito            | |
| 10 marzo 1994 03:40       | Delta II 7925     | D-226    | CCAFS LC-17A   | Satellite GPS IIA-15 (USA-100) / SEDS-2                                                                | Sistema satellitare globale di navigazione / satellite per test di tecnologie    | MEO / LEO            | Riuscito            | |
| 1 novembre 1994 09:31     | Delta II 7925-10  | D-227    | CCAFS LC-17B   | Wind                                                                                                   | Sonda NASA per lo studio del vento solare e la magnetosfera                      | Eliocentrica         | Riuscito            | |
| 5 agosto 1995 11:10       | Delta II 7925     | D-228    | CCAFS LC-17B   | Koreasat 1                                                                                             | Satellite per telecomunicazioni                                                  | GTO                  | Parziale fallimento | Un razzo ausiliario non si è separato, diminuendo la velocità orbitale del vettore. Il satellite ha raggiunto l'orbita corretta utilizzando il proprio propellente, diminuendo tuttavia la propria vita utile. |
| 4 novembre 1995 14:22     | Delta II 7920-10  | D-229    | VAFB SLC-2W    | RADARSAT-1 / SURFSAT                                                                                   | Satellite per l'osservazione della Terra / Cubesat per la misurazione del plasma | Geocentrica          | Riuscito            | |
| 30 dicembre 1995 13:48:00 | Delta II 7920-10  | D-230    | CCAFS LC-17A   | Rossi X-ray Timing Explorer                                                                            | Telescopio spaziale a raggi X                                                    | LEO                  | Riuscito            | |
| 14 gennaio 1996 11:10     | Delta II 7925     | D-231    | CCAFS LC-17B   | Koreasat-2                                                                                             | Satellite per telecomunicazioni                                                  | Geocentrica          | Riuscito            | |
| 17 febbraio 1996 20:43    | Delta II 7925-8   | D-232    | CCAFS LC-17B   | Near Earth Asteroid Rendezvous (NEAR)                                                                  | Sonda per lo studio di un asteroide                                              | Eliocentrica         | Riuscito            | |
| 24 febbraio 1996 11:24    | Delta II 7925-10  | D-233    | VAFB SLC-2W    | Polar                                                                                                  | Sonda per lo studio della magnetosfera terrestre e delle aurore                  | Geocentrica          | Riuscito            | |
| 28 marzo 1996 00:21       | Delta II 7925     | D-234    | CCAFS LC-17B   | Satellite GPS IIA-16 (USA-117)                                                                         | Sistema satellitare globale di navigazione                                       | MEO                  | Riuscito            | |
| 24 aprile 1996 12:27      | Delta II 7920-10  | D-235    | VAFB SLC-2W    | Midcourse Space Experiment                                                                             | Telescopio spaziale ad infrarossi                                                | Geocentrica          | Riuscito            | |
| 24 maggio 1996 01:10      | Delta II 7925     | D-236    | CCAFS LC-17B   | Galaxy 9                                                                                               | Satellite per telecomunicazioni                                                  | GSO                  | Riuscito            | |
| 16 luglio 1996 00:50      | Delta II 7925     | D-237    | CCAFS LC-17A   | Satellite GPS IIA-17 (USA-126)                                                                         | Sistema satellitare globale di navigazione                                       | MEO                  | Riuscito            | |
| 12 settembre 1996 08:49   | Delta II 7925     | D-238    | CCAFS LC-17A   | Satellite GPS IIA-18 (USA-128)                                                                         | Sistema satellitare globale di navigazione                                       | MEO                  | Riuscito            | |
| 7 novembre 1996 17:00     | Delta II 7925     | D-239    | CCAFS LC-17A   | Mars Global Surveyor                                                                                   | Orbiter marziano                                                                 | Eliocentrica         | Riuscito            | |
| 4 dicembre 1996 06:58     | Delta II 7925     | D-240    | CCAFS LC-17B   | Mars Pathfinder                                                                                        | Lander e rover marziano                                                          | Eliocentrica         | Riuscito            | |
| 17 gennaio 1997 16:28     | Delta II 7925-9.5 | D-241    | CCAFS LC-17A   | Satellite GPS IIR-1                                                                                    | Sistema satellitare globale di navigazione                                       | MEO                  | Fallito             | Il lanciatore è esploso dopo 13 secondi dal lancio a causa del malfunzionamento di un razzo ausiliario. |
| 5 maggio 1997 14:55       | Delta II 7920-10C | D-242    | VAFB SLC-2     | Satelliti Iridium 04, 05, 06, 07, 08                                                                   | Satellite per telecomunicazioni                                                  | LEO                  | Riuscito            | |
| 20 maggio 1997 22:39      | Delta II 7925-9.5 | D-243    | CCAFS LC-17A   | Thor 2                                                                                                 | Satellite per telecomunicazioni                                                  | GTO                  | Riuscito            | |
| 9 luglio 1997 13:04       | Delta II 7920-10  | D-244    | VAFB SLC-2W    | Satelliti Iridium 15, 17, 18, 20, 21                                                                   | Satellite per telecomunicazioni                                                  | LEO                  | Riuscito            | |
| 23 luglio 1997 03:43      | Delta II 7925-9.5 | D-245    | CCAFS LC-17A   | Satellite GPS IIR-2 (USA-132)                                                                          | Sistema satellitare globale di navigazione                                       | MEO                  | Riuscito            | |
| 21 agosto 1997 00:38      | Delta II 7920-10C | D-246    | VAFB SLC-2W    | Satelliti Iridium 22, 23, 24, 25, 26                                                                   | Satellite per telecomunicazioni                                                  | LEO                  | Riuscito            | |
| 25 agosto 1997 14:39      | Delta II 7920-8   | D-247    | CCAFS LC-17A   | Advanced Composition Explorer (ACE)                                                                    | Satellite per lo studio del vento solare e i raggi cosmici                       | Eliocentrica         | Riuscito            | |
| 27 settembre 1997 01:23   | Delta II 7920-10C | D-248    | VAFB SLC-2W    | Satelliti Iridium 19, 34, 35, 36, 37                                                                   | Satellite per telecomunicazioni                                                  | LEO                  | Riuscito            | |
| 6 novembre 1997 00:30     | Delta II 7925     | D-249    | CCAFS LC-17A   | Satellite GPS IIA-19 (USA-134)                                                                         | Sistema satellitare globale di navigazione                                       | MEO                  | Riuscito            | |
| 9 novembre 1997 01:34     | Delta II 7920-10C | D-250    | VAFB SLC-2W    | Satelliti Iridium 38, 39, 40, 41, 43                                                                   | Satellite per telecomunicazioni                                                  | LEO                  | Riuscito            | |
| 20 dicembre 1997 13:16    | Delta II 7920-10C | D-251    | VAFB SLC-2W    | Satelliti Iridium 45, 46, 47, 48, 49                                                                   | Satellite per telecomunicazioni                                                  | LEO                  | Riuscito            | |
| 10 gennaio 1998 00:32     | Delta II 7925-9.5 | D-252    | CCAFS LC-17B   | Skynet 4D                                                                                              | Satellite militare per telecomunicazioni                                         | Orbita supersincrona | Riuscito            | |
| 14 febbraio 1998 14:34    | Delta II 7420-10C | D-253    | CCAFS LC-17A   | Globalstar-1                                                                                           | Satellite per telecomunicazioni                                                  | LEO                  | Riuscito            | |
| 18 febbraio 1998 13:58    | Delta II 7920-10C | D-254    | VAFB SLC-2W    | Satelliti Iridium 50, 52, 53, 54, 56                                                                   | Satellite per telecomunicazioni                                                  | LEO                  | Riuscito            | |
| 30 marzo 1998 06:02       | Delta II 7920-10C | D-255    | VAFB SLC-2W    | Satelliti Iridium 55, 57, 58, 60                                                                       | Satellite per telecomunicazioni                                                  | LEO                  | Riuscito            | |
| 24 aprile 1998 22:38      | Delta II 7420-10C | D-256    | CCAFS SLC-17A  | Globalstar-2                                                                                           | Satellite per telecomunicazioni                                                  | LEO                  | Riuscito            | |
| 17 maggio 1998 21:16      | Delta II 7920-10C | D-257    | VAFB SLC-2W    | Satelliti Iridium 70, 72, 73, 74, 75                                                                   | Satellite per telecomunicazioni                                                  | LEO                  | Riuscito            | |
| 10 giugno 1998 00:35      | Delta II 7925-9.5 | D-258    | CCAFS SLC-17A  | Thor 3                                                                                                 | Satellite per telecomunicazioni                                                  | GEO                  | Riuscito            | |
| 8 settembre 1998 21:13    | Delta II 7920-10C | D-260    | VAFB SLC-2W    | Satelliti Iridium 77, 79, 80, 81, 82                                                                   | Satellite per telecomunicazioni                                                  | LEO                  | Riuscito            | |
| 24 ottobre 1998 12:08     | Delta II 7326     | D-261    | CCAFS SLC-17A  | Deep Space 1                                                                                           | Sonda per il test di tecnologie                                                  | Eliocentrica         | Riuscito            | |
| 6 novembre 1998 13:37     | Delta II 7920-10C | D-262    | VAFB SLC-2W    | Satelliti Iridium 83, 84, 85, 86, 87                                                                   | Satellite per telecomunicazioni                                                  | LEO                  | Riuscito            | |
| 22 novembre 1998 23:54    | Delta II 7925-9.5 | D-263    | CCAFS SLC-17B  | BONUM 1                                                                                                | Satellite per telecomunicazioni                                                  | GEO                  | Riuscito            | |
| December 11, 1998 18:45   | Delta II 7425     | D-264    | CCAFS SLC-17A  | Mars Climate Orbiter                                                                                   | Orbiter marziano                                                                 | Eliocentrica         | Riuscito            | Il lancio è avvenuto con successo, la missione è tuttavia fallita a causa del mancato inserimento in orbita. |
| 3 gennaio 1999 20:21      | Delta II 7425     | D-265    | CCAFS SLC-17B  | Mars Polar Lander                                                                                      | Lander marziano                                                                  | Eliocentrica         | Riuscito            | Il lancio è avvenuto con successo, la missione è tuttavia fallita dopo la perdita dei contatti con la sonda dopo l'atterraggio. |
| 7 febbraio 1999 21:04     | Delta II 7426     | D-266    | CCAFS SLC-17A  | Sonda Stardust                                                                                         | Sonda per lo studio di comete                                                    | Eliocentrica         | Riuscito            | |
| 23 febbraio 1999 10:29    | Delta II 7920-10  | D-267    | VAFB SLC-2W    | ARGOS, Ørsted e SUNSAT                                                                                 | Satelliti scientifici e per ricerca e sviluppo                                   | Polare               | Riuscito            | Advanced Research and Global Observation Satellite (ARGOS) era un satellite per il test di tecnologie, Ørsted era il primo satellite danese, dedicato alla misurazione del campo geomagnetico e delle particelle ad alta energia, Stellenbosch UNiversity SATellite (SUNSAT) era il primo satellite sudafricano, per il test di tecnologie. |
| 15 aprile 1999 18:32      | Delta II 7920-10  | D-268    | VAFB SLC-2W    | Landsat 7                                                                                              | Satellite per l'osservazione della Terra                                         | SSO                  | Riuscito            | |
| 10 giugno 1999 13:48      | Delta II 7420-10C | D-270    | CCAFS SLC-17B  | Globalstar 3                                                                                           | Satellite per telecomunicazioni                                                  | LEO                  | Riuscito            | |
| 24 giugno 1999 15:44      | Delta II 7320-10  | D-271    | CCAFS SLC-17A  | Far Ultraviolet Spectroscopic Explorer                                                                 | Telescopio spaziale ultravioletto                                                | LEO                  | Riuscito            | |
| 10 luglio 1999 08:45      | Delta II 7420-10C | D-272    | CCAFS SLC-17B  | Globalstar 4                                                                                           | Satellite per telecomunicazioni                                                  | LEO                  | Riuscito            | |
| 25 luglio 1999 07:46      | Delta II 7420-10C | D-273    | CCAFS SLC-17A  | Globalstar 5                                                                                           | Satellite per telecomunicazioni                                                  | LEO                  | Riuscito            | |
| 17 agosto 1999 04:37      | Delta II 7420-10C | D-274    | CCAFS SLC-17B  | Globalstar 6                                                                                           | Satellite per telecomunicazioni                                                  | LEO                  | Riuscito            | |
| 7 ottobre 1999 12:51      | Delta II 7925-9.5 | D-275    | CCAFS SLC-17A  | Satellite GPS IIR-3 (USA-145)                                                                          | Sistema satellitare globale di navigazione                                       | MEO                  | Riuscito            | |

## 2000-2009
| Data                    | Tipo               | N. serie | Sito di lancio | Carico utile                                                                                  | Tipo di carico utile                                                              | Orbita                | Esito del lancio | Note |
| ----------------------- | ------------------ | -------- | -------------- | --------------------------------------------------------------------------------------------- | --------------------------------------------------------------------------------- | --------------------- | ---------------- | --- |
| 8 febbraio 2000 21:24   | Delta II 7420-10C  | D-276    | CCAFS SLC-17B  | Globalstar 7                                                                                  | Satellite per telecomunicazioni                                                   | LEO                   | Riuscito         | |
| 25 marzo 2000 20:34     | Delta II 7326-9.5  | D-277    | VAFB SLC-2W    | Imager for Magnetopause-to-Aurora Global Exploration                                          | Satellite per lo studio della magnetosfera terrestre e il vento solare            | Polare                | Riuscito         | |
| 11 maggio 2000 01:48    | Delta II 7925-9.5  | D-278    | CCAFS SLC-17A  | Satellite GPS IIR-4 (USA-150)                                                                 | Sistema satellitare globale di navigazione                                        | MEO                   | Riuscito         | |
| 16 luglio 2000 09:17    | Delta II 7925-9.5  | D-279    | CCAFS SLC-17A  | Satellite GPS IIR-5 (USA-151)                                                                 | Sistema satellitare globale di navigazione                                        | MEO                   | Riuscito         | |
| 10 novembre 2000 17:14  | Delta II 7925-9.5  | D-281    | CCAFS SLC-17A  | Satellite GPS IIR-6 (USA-154)                                                                 | Sistema satellitare globale di navigazione                                        | MEO                   | Riuscito         | |
| 21 novembre 2000 18:24  | Delta II 7320-10   | D-282    | VAFB SLC-2W    | Earth Observing-1 (EO-1) / Satellite de Aplicaciones Cientifico (SAC-C)                       | Satellite per l'osservazione della Terra                                          | LEO                   | Riuscito         | |
| 30 gennaio 2001 07:55   | Delta II 7925-9.5  | D-283    | CCAFS SLC-17A  | Satellite GPS IIR-7 (USA-156)                                                                 | Sistema satellitare globale di navigazione                                        | MEO                   | Riuscito         | |
| 7 aprile 2001 15:02     | Delta II 7925-9.5  | D-284    | CCAFS SLC-17A  | Mars Odyssey                                                                                  | Orbiter marziano                                                                  | Eliocentrica          | Riuscito         | |
| 18 maggio 2001 17:45    | Delta II 7925-9.5  | D-285    | CCAFS SLC-17B  | GeoLITE                                                                                       | Dimostratore tecnologico                                                          | GTO                   | Riuscito         | |
| 30 giugno 2001 19:46    | Delta II 7425-10   | D-286    | CCAFS SLC-17B  | Wilkinson Microwave Anisotropy Probe                                                          | Studio della radiazione cosmica di fondo                                          | Punto di Langrange L2 | Riuscito         | |
| 8 agosto 2001 16:13     | Delta II 7326-9.5  | D-287    | CCAFS SLC-17A  | Genesis Probe                                                                                 | Studio del vento solare                                                           | Eliocentrica          | Riuscito         | |
| 18 ottobre 2001 18:51   | Delta II 7320-10   | D-288    | VAFB SLC-2W    | QuickBird                                                                                     | Satellite per l'osservazione della Terra                                          | SSO                   | Riuscito         | |
| 7 dicembre 2001 15:07   | Delta II 7920-10   | D-289    | VAFB SLC-2W    | Jason-1 / TIMED                                                                               | Satellite per l'osservazione della Terra / Satellite per lo studio dell'atmosfera | LEO                   | Riuscito         | Centesimo lancio del Delta II                                                                                     |
| 11 febbraio 2002 17:43  | Delta II 7920-10C  | D-290    | VAFB SLC-2W    | Satelliti Iridium 90, 91, 94, 95, 96                                                          | Satellite per telecomunicazioni                                                   | LEO                   | Riuscito         | |
| 4 maggio 2002 09:54     | Delta II 7920-10L  | D-291    | VAFB SLC-2W    | Aqua                                                                                          | Satellite per lo studio delle precipitazioni e del ciclo dell'acqua               | LEO                   | Riuscito         | |
| 3 luglio 2002 06:47     | Delta II 7425      | D-292    | CCAFS SLC-17A  | CONTOUR                                                                                       | Sonda per lo studio di comete                                                     | Eliocentrica          | Riuscito         | Il lancio ha avuto successo, tuttavia la missione è fallita a causa della perdita di comunicazioni dopo il lancio |
| 13 gennaio 2003 00:45   | Delta II 7320-10   | D-294    | VAFB SLC-2W    | ICESat / CHIPSat                                                                              | Satellite per l'osservazione della Terra / Telescopio spaziale nell'ultravioletto | SSO                   | Riuscito         | |
| 29 gennaio 2003 18:06   | Delta II 7925-9.5  | D-295    | CCAFS SLC-17B  | Satellite GPS IIR-8 (USA-166)                                                                 | Sistema satellitare globale di navigazione                                        | MEO                   | Riuscito         | |
| 31 marzo 2003 22:09     | Delta II 7925-9.5  | D-297    | CCAFS SLC-17A  | Satellite GPS IIR-9 (USA-168)                                                                 | Sistema satellitare globale di navigazione                                        | MEO                   | Riuscito         | |
| 10 giugno 2003 17:58    | Delta II 7925-9.5  | D-298    | CCAFS SLC-17A  | Spirit (MER-A)                                                                                | Rover marziano                                                                    | Eliocentrica          | Riuscito         | |
| 8 luglio 2003 03:18     | Delta II 7925H-9.5 | D-299    | CCAFS SLC-17B  | Opportunity (MER-B)                                                                           | Rover marziano                                                                    | Eliocentrica          | Riuscito         | |
| 25 agosto 2003 05:35    | Delta II 7920H-9.5 | D-300    | CCAFS SLC-17B  | Telescopio spaziale Spitzer (SIRTF)                                                           | Telescopio spaziale nell'infrarosso                                               | Heliocentric          | Riuscito         | |
| 21 dicembre 2003 08:05  | Delta II 7925-9.5  | D-302    | CCAFS SLC-17A  | Satellite GPS IIR-10 (USA-175)                                                                | Sistema satellitare globale di navigazione                                        | MEO                   | Riuscito         | |
| 20 marzo 2004 17:53     | Delta II 7925-9.5  | D-303    | CCAFS SLC-17B  | Satellite GPS IIR-11 (USA-177)                                                                | Sistema satellitare globale di navigazione                                        | MEO                   | Riuscito         | |
| 20 aprile 2004 16:57    | Delta II 7920-10C  | D-304    | VAFB SLC-2W    | Gravity Probe B                                                                               | Satellite per la misurazione degli effetti gravitazionali                         | Polare                | Riuscito         | |
| 23 giugno 2004 22:54    | Delta II 7925-9.5  | D-305    | CCAFS SLC-17B  | Satellite GPS IIR-12 (USA-178)                                                                | Sistema satellitare globale di navigazione                                        | MEO                   | Riuscito         | |
| 15 luglio 2004 10:02    | Delta II 7920-10L  | D-306    | VAFB SLC-2W    | Aura                                                                                          | Satellite per lo studio dell'atmosfera e il clima                                 | SSO                   | Riuscito         | |
| 3 agosto 2004 06:15     | Delta II 7925H-9.5 | D-307    | CCAFS SLC-17B  | MESSENGER                                                                                     | Orbiter di Mercurio                                                               | Eliocentrica          | Riuscito         | |
| 6 novembre 2004 05:39   | Delta II 7925-9.5  | D-308    | CCAFS SLC-17B  | Satellite GPS IIR-3 (USA-180)                                                                 | Sistema satellitare globale di navigazione                                        | MEO                   | Riuscito         | |
| 20 novembre 2004 17:16  | Delta II 7320-10C  | D-309    | CCAFS SLC-17A  | Swift Gamma Ray Burst Explorer                                                                | Telescopio spaziale a raggi gamma                                                 | LEO                   | Riuscito         | |
| 12 gennaio 2005 18:47   | Delta II 7925-9.5  | D-311    | CCAFS SLC-17B  | Deep Impact                                                                                   | Sonda per lo studio di una cometa                                                 | Eliocentrica          | Riuscito         | |
| 20 maggio 2005 10:22    | Delta II 7320-10C  | D-312    | VAFB SLC-2W    | NOAA-18                                                                                       | Satellite meteorologico                                                           | SSO                   | Riuscito         | |
| 26 settembre 2005 03:37 | Delta II 7925-9.5  | D-313    | CCAFS SLC-17A  | Satellite GPS IIR-M-1 (USA-183)                                                               | Sistema satellitare globale di navigazione                                        | MEO                   | Riuscito         | |
| 28 aprile 2006 10:02    | Delta II 7420-10C  | D-314    | VAFB SLC-2W    | CloudSat / CALIPSO                                                                            | Satelliti per lo studio del clima                                                 | SSO                   | Riuscito         | |
| 21 giugno 2006 22:15    | Delta II 7925-9.5  | D-316    | CCAFS SLC-17A  | Microsatellite Technology Experiment (MiTEx) (USA 187/USA 188/USA 189)                        | Satellite per il test di tecnologie                                               | GTO                   | Riuscito         | |
| 25 settembre 2006 18:50 | Delta II 7925-9.5  | D-318    | CCAFS SLC-17A  | Satellite GPS IIR-M-2 (USA-190)                                                               | Sistema satellitare globale di navigazione                                        | MEO                   | Riuscito         | |
| 26 ottobre 2006 00:52   | Delta II 7925-10L  | D-319    | CCAFS SLC-17B  | Solar TErrestrial RElations Observatory                                                       | Telescopio spaziale per lo studio del Sole                                        | Eliocentrica          | Riuscito         | |
| 17 novembre 2006 19:12  | Delta II 7925-9.5  | D-321    | CCAFS SLC-17A  | Satellite GPS IIR-M-3 (USA-192)                                                               | Sistema satellitare globale di navigazione                                        | MEO                   | Riuscito         | |
| 14 dicembre 2006 21:00  | Delta II 7920-10   | D-322    | VAFB SLC-2W    | NROL-21 (USA-193)                                                                             | Satellite da ricognizione                                                         | LEO                   | Riuscito         | |
| 17 febbraio 2007 23:01  | Delta II 7925-10C  | D-323    | CCAFS SLC-17B  | THEMIS                                                                                        | Satelliti per l'osservazione della magnetosfera terrestre                         | HEO                   | Riuscito         | |
| 8 giugno 2007 02:34     | Delta II 7420-10   | D-324    | VAFB SLC-2W    | COSMO-SkyMed 1                                                                                | Satellite per l'osservazione della Terra / Satellite da ricognizione              | LEO                   | Riuscito         | |
| 4 agosto 2007 09:26     | Delta II 7925      | D-325    | CCAFS SLC-17A  | Phoenix Mars Lander                                                                           | Lander marziano                                                                   | Eliocentrica          | Riuscito         | |
| 18 settembre 2007 18:35 | Delta II 7920-10   | D-326    | VAFB SLC-2W    | WorldView-1                                                                                   | Satellite per l'osservazione della Terra                                          | SSO                   | Riuscito         | |
| 27 settembre 2007 11:34 | Delta II 7925H-9.5 | D-327    | CCAFS SLC-17B  | Missione Dawn                                                                                 | Sonda per lo studio di asteroidi                                                  | Eliocentrica          | Riuscito         | |
| 17 ottobre 2007 12:23   | Delta II 7925-9.5  | D-328    | CCAFS SLC-17A  | Satellite GPS IIR-M-4b (USA-196)                                                              | Sistema satellitare globale di navigazione                                        | MEO                   | Riuscito         | |
| 9 dicembre 2007 02:31   | Delta II 7420-10   | D-330    | VAFB SLC-2W    | COSMO-SkyMed 2                                                                                | Satellite per l'osservazione della Terra / Satellite da ricognizione              | LEO                   | Riuscito         | |
| 20 dicembre 2007 20:04  | Delta II 7925-9.5  | D-331    | CCAFS SLC-17A  | Satellite GPS IIR-M-5 (USA-199)                                                               | Sistema satellitare globale di navigazione                                        | MEO                   | Riuscito         | |
| 15 marzo 2008 06:10     | Delta II 7925-9.5  | D-332    | CCAFS SLC-17A  | Satellite GPS IIR-M-6 (USA-201)                                                               | Sistema satellitare globale di navigazione                                        | MEO                   | Riuscito         | |
| 11 giugno 2008 16:05    | Delta II 7920H-10C | D-333    | CCAFS SLC-17B  | Fermi Gamma-ray Space Telescope                                                               | Telescopio spaziale a raggi gamma                                                 | LEO                   | Riuscito         | |
| 20 giugno 2008 07:46    | Delta II 7320      | D-334    | VAFB SLC-2W    | Ocean Surface Topography Mission/Jason-2                                                      | Satellite per l'osservazione della Terra                                          | LEO                   | Riuscito         | |
| 6 settembre 2008 18:50  | Delta II 7420-10   | D-335    | VAFB SLC-2W    | GeoEye-1                                                                                      | Satellite per l'osservazione della Terra                                          | LEO                   | Riuscito         | |
| 25 ottobre 2008 02:28   | Delta II 7420      | D-336    | VAFB SLC-2W    | COSMO-SkyMed 3                                                                                | Satellite per l'osservazione della Terra / Satellite da ricognizione              | LEO                   | Riuscito         | |
| 6 febbraio 2009 10:22   | Delta II 7320-10C  | D-338    | VAFB SLC-2W    | NOAA-19 (NOAA-N Prime)                                                                        | Satellite meteorologico                                                           | SSO                   | Riuscito         | |
| 7 marzo 2009 03:49      | Delta II 7925-10L  | D-339    | CCAFS SLC-17B  | Kepler                                                                                        | Telescopio spaziale per la ricerca di esopianeti                                  | Eliocentrica          | Riuscito         | |
| 24 marzo 2009 08:34     | Delta II 7925-9.5  | D-340    | CCAFS SLC-17A  | Satellite GPS IIR-M-7 (USA-203)                                                               | Sistema satellitare globale di navigazione                                        | MEO                   | Riuscito         | |
| 5 maggio 2009 20:24     | Delta II 7920-10C  | D-341    | VAFB SLC-2W    | STSS-ATRR / Ground-Based Midcourse Defense (USA-205)                                          | Classificato                                                                      | LEO                   | Riuscito         | |
| 17 agosto 2009 10:35    | Delta II 7925      | D-343    | CCAFS SLC-17A  | Satellite GPS IIR-M-8 (USA-206)                                                               | Sistema satellitare globale di navigazione                                        | MEO                   | Riuscito         | Ultimo lancio della versione 7925                                                                                 |
| 25 settembre 2009 12:20 | Delta II 7920-10C  | D-344    | CCAFS SLC-17B  | Space Tracking and Surveillance System / Ground-Based Midcourse Defense (USA-208) / (USA-209) | Classificato                                                                      | LEO                   | Riuscito         | |
| 8 ottobre 2009 18:51    | Delta II 7920-10C  | D-345    | VAFB SLC-2W    | WorldView-2                                                                                   | Satellite per l'osservazione della Terra                                          | LEO                   | Riuscito         | |
| December 14, 2009 14:09 | Delta II 7320-10C  | D-347    | VAFB SLC-2W    | Wide-field Infrared Survey Explorer (WISE)                                                    | Telescopio spaziale all'infrarosso                                                | LEO                   | Riuscito         | |

## 2010-2019
| Data                    | Tipo               | N. serie | Sito di lancio | Carico utile                             | Tipo di carico utile                                                 | Orbita        | Esito del lancio | Note |
| ----------------------- | ------------------ | -------- | -------------- | ---------------------------------------- | -------------------------------------------------------------------- | ------------- | ---------------- | --- |
| 6 novembre 2010 02:20   | Delta II 7420-10C  | D-350    | VAFB SLC-2W    | COSMO-SkyMed 4                           | Satellite per l'osservazione della Terra / Satellite da ricognizione | Eliosincrona  | Riuscito         | |
| 10 giugno 2011 14:20    | Delta II 7320-10C  | D-354    | VAFB SLC-2W    | SAC-D                                    | Satellite per l'osservazione della Terra / Dimostratore tecnologico  | Eliosincrona  | Riuscito         | |
| 10 settembre 2011 13:08 | Delta II 7920H-10C | D-356    | CCAFS SLC-17B  | Gravity Recovery and Interior Laboratory | Sonda lunare                                                         | Orbita lunare | Riuscito         | |
| 28 ottobre 2011 09:48   | Delta II 7920-10C  | D-357    | VAFB SLC-2W    | Suomi NPP / ELaNa III                    | Satellite per l'osservazione della Terra / Cubesat                   | SSO           | Riuscito         | Il lancio ha incluso come carico secondario ELaNa III, 5 CubeSat parte del programma NASA Educational Launch of Nanosatellites                                  |
| 2 luglio 2014 09:56     | Delta II 7320-10C  | D-367    | VAFB SLC-2W    | Orbiting Carbon Observatory 2            | Satellite per l'osservazione della Terra                             | SSO           | Riuscito         | |
| 31 gennaio 2015 14:22   | Delta II 7320-10C  | D-370    | VAFB SLC-2W    | Soil Moisture Active Passive / ELaNa X   | Satellite per l'osservazione della Terra / Cubesat                   | SSO           | Riuscito         | Ultimo lancio della versione 7300. Il lancio ha incluso come carico secondario ELaNa X, 3 CubeSat parte del programma NASA Educational Launch of Nanosatellites |
| 18 novembre 2017 09:47  | Delta II 7920-10C  | D-378    | VAFB SLC-2W    | JPSS-1 / NOAA-20                         | Satellite per l'osservazione della Terra / meteorologico             | SSO           | Riuscito         | Ultimo lancio della versione 7900 |
| 15 settembre 2018 13:02 | Delta II 7420-10C  | D-381    | VAFB SLC-2W    | ICESat-2                                 | Satellite per l'osservazione della Terra                             | LEO           | Riuscito         | Ultimo lancio del Delta II |